# Myoporoideae
Myoporoideae, potporodica strupnikovki. Sastoji se od 3 tribusa sa 10 rodova, tipični je mijoporum (Myoporum) sa 31 vrstom drveća i grmova iz Australije, Nove Gvineje, Novog Zelanda, Oceanije i Mauricijusa.
Kao porodica Myoporaceae R.Br., opisana je 1810, a kao potporodica u Botany: 123., 1832.

## Tribusi i rodovi
1. Subfamilia Myoporoideae Arn.
  1. Tribus Aptosimeae Benth. & Hook. fil.
    1. Anticharis Endl. (11 spp.)
    2. Aptosimum Burch. ex Benth. (24 spp.)
    3. Peliostomum E. Mey. ex Benth. (6 spp.)

  2. Tribus Leucophylleae Miers
    1. Eremogeton Standl. & L. O. Williams (1 sp.)
    2. Leucophyllum Humb. & Bonpl. (17 spp.)
    3. Capraria L. (4 spp.)

  3. Tribus Myoporeae Rchb.
    1. Androya H. Perrier (1 sp.)
    2. Bontia L. (1 sp.)
    3. Eremophila R. Br. (241 spp.)
    4. Glycocystis Chinnock (1 sp.)
    5. Myoporum Banks & Sol. ex G. Forst. (31 spp.)

## Sinonimi
Myoporaceae R.Br., bazionim